# Europees kampioenschap basketbal mannen 1937
Eurobasket 1937 is het tweede gehouden Europees Kampioenschap basketbal. Eurobasket 1937 werd georganiseerd door FIBA Europe. Acht landen die ingeschreven waren bij de FIBA, namen deel aan het toernooi dat gehouden werd in 1937 te Riga, Letland. Litouwen werd de uiteindelijke winnaar.

## Eindklassement
1. Litouwen
2. Italië
3. Frankrijk
4. Polen
5. Estland
6. Letland
7. Tsjecho-Slowakije
8. Egypte

## Resultaten

### Voorronde
De voorronde bestond uit acht teams ingedeeld in twee groepen van vier. Elk team speelde een wedstrijd tegen een groepsgenoot. De nummers 1 en 2 van de twee groepen gingen door naar de halve finale, en de nummers 3 en 4 gingen door naar de classificatieronde.

#### Groep A
| Plaats | Land     | Pnt | W | V | PV | PT | Verschil |
| ------ | -------- | --- | - | - | -- | -- | -------- |
| 1      | Litouwen | 6   | 3 | 0 | 63 | 42 | +21      |
| 2      | Italië   | 5   | 2 | 1 | 52 | 42 | +10      |
| 3      | Estland  | 4   | 1 | 2 | 79 | 65 | +14      |
| 4      | Egypte   | 2   | 0 | 3 | 22 | 67 | −45      |

| Italië   | 30 - 20 | Estland         |
| Estland  | 44 - 15 | Egypte          |
| Litouwen | 22 - 20 | Italië          |
| Litouwen | 20 - 15 | Estland         |
| Litouwen | 21 - 7  | Egypte          |
| Italië   | 2 - 0   | Egypte (gaf op) |

#### Groep B
| Plaats | Land              | Pnt | W | V | PV | PT | Verschil |
| ------ | ----------------- | --- | - | - | -- | -- | -------- |
| 1      | Polen             | 5   | 2 | 1 | 84 | 73 | +11      |
| 2      | Frankrijk         | 5   | 2 | 1 | 75 | 69 | +6       |
| 3      | Letland           | 5   | 2 | 1 | 95 | 63 | +32      |
| 4      | Tsjecho-Slowakije | 2   | 0 | 3 | 49 | 98 | −49      |

| Frankrijk | 26 - 19 | Tsjecho-Slowakije |
| Frankrijk | 29 - 24 | Polen             |
| Polen     | 28 - 19 | Tsjecho-Slowakije |
| Polen     | 32 - 25 | Letland           |
| Letland   | 44 - 11 | Tsjecho-Slowakije |
| Letland   | 26 - 20 | Frankrijk         |

### Classificatie 5-8
De nummers 3 en 4 van de twee groepen kwamen tegenover elkaar in de classificatieronde

#### Classificatie 5e/6e/7e/8e plaats
| Estland | 30 - 20 | Tsjecho-Slowakije |
| Letland | 2 - 0   | Egypte (gaf op)   |

#### 7e/8e plaats play-off
| Tsjecho-Slowakije | 2 - 0 | Egypte (gaf op) |

#### 5e/6e plaats play-off
| Estland | 41 - 19 | Letland |

### Halve Finale
De nummers 1 en 2 van de voorrondes kwamen tegenover elkaar te staan in de halve finale. De winnaars gingen door naar de finale en de verliezers zouden strijden om de 3e plaats.
| Italië   | 36 - 32 | Frankrijk |
| Litouwen | 31 - 25 | Polen     |

### Wedstrijd om bronzen medaille
| Frankrijk | 27 - 24 | Polen |

### Finale
| Litouwen | 24 - 23 | Italië |

| Eurobasket 1937 winnaar |
| ----------------------- |
| Litouwen Eerste titel   |